# Parque nacional de Tadoba
El parque nacional de Tadoba es un parque nacional y reserva del tigre en el distrito de Chandrapur del estado de Maharashtra, en el centro de la India. Destaca como el más antiguo y el más grande de los parques nacionales de la India. Es una de las 43 reservas del tigre del "Proyecto Tigre" (Project Tiger).

## Etimología
El nombre 'Tadoba' es el de un dios, "Tadoba" o "Taru", reverenciado por los pueblos tribales que viven en los densos bosques de la región de Tadoba-Andhari. El nombre de 'Andhari' es el del río que atraviesa el bosque haciendo meandros.

## Historia
Según la leyenda, Taru fue el jefe de una aldea que resultó muerto en un encuentro mitológico con un tigre. Actualmente existe un santuario dedicado al dios Taru bajo un árbol, a orillas del lago Tadoba. Los adivasis frecuentan el templo, especialmente durante la fiesta que se celebra cada año en el mes hindú de Pausha, entre diciembre y enero.
Los reyes Gond gobernaron estos bosques en el pasado, en la zona de las colinas Chimur. La caza queó totalmente prohibida en 1935. Dos décadas más tarde, en 1955, 116,54 kilómetros cuadrados fueron declarados parque nacional. El santuario de vida salvaje se creó en los bosques adyacentes en 1986, y en 1995, tanto el parque como el santuario se fusionaron para establecer lo que actualmente es una reserva del tigre.

## Reserva de Tadoba Andhari
La reserva de Tadoba Andhari es el parque nacional más extenso de Maharashtra. La superficie total dee la reserva es de 625,4 km². Dentro de ella está el parque nacional creado en 1955 con una superficie de 116,55 km² y el Santuario de Vida Salvaje de Andhari creado en 1986 con una superficie de 508,85 km². La reserva también contiene 32,51 km² de bosque protegido y 14,93 km² de otras zonas.
La reserva de Tadoba se extiende por las colinas Chimur, y el santuario de Andhari se extiende por las cordilleras Moharli y Kolsa. Las colinas densamente cubiertas de bosque forman el límite septentrional y occidental de la reserva de tigre. La elevación de las colinas va desde 200 m hasta 350 m. Al sudoeste está el lago de Tadoba, que ocupa 120 hectáreas y actúa como una zona de protección entre el bosque y la amplia tierra agrícola que se extiende hasta el pantano de Irai. Este lago es una fuente perenne de agua que ofrece un buen hábitar para los cocodrilos de las marismas. Otros humedales dentro de la reserva incluyen el lago Kolsa y el río Andhari. Los dos restángulos boscosos están formados por las cordilleras Tadoba y Andhari. La parte sur del parque es más llana.

## Amenazas
Hay 41.644 personas viviendo en la reserva y alrededor de ella, en 59 pueblos de los cuales 5 están en la zona de máxima protección. Aún desarrollan actividades agrícolas. El proceso de rehabilitación avanza lentamente. Hay 41.820 cabezas de ganado tanto en el núcleo como en la zona de protección. El pasto regulado en la zona de protección está permitido para el ganado de los lugareños. No obstante, a veces el ganado de los pueblos de los alrededores se cuelan en la reserva y causan un daño adicional al hábitat.
Los incendios de los bosques son un problema constante en la estación seca, quemando habitualmente entre el 2% y el 16% del parque cada año. Es un fenómeno frecuente la muerte del ganado doméstico de las aldeas de los alrededores por la acción de tigres y los leopardos. Esto ha tenido un impacto negativo en la condición económica de los pueblos locales y da como resultado antagonismo de los lugareños hacia la administración. 

## Flora
La reserva de Tadoba es predominantemente bosque caducifolio seco tropical meridional con densos bosques que se extienden por alrededor del 87% de la superficie del área protegida. La especie de árbol predominante es la teca. Otros árboles de hoja caduca son el laurel indio, el kino de la India, dhauda, salai, el algodonero rojo y el ébano coromandel. La Terminalia belerica, el arura, los castaños tropicales, Lagerstroemia y Lannea coromandelica son otras especies habituales.
Los dhauda son unos árboles resistentes al fuego. El Butea monosperma añade color vibrante al bosque. El jambul crece en el hábitat de ribera alrededor del lago. En la poza de Panchadhara, se ven enormes árboles de Terminalia arjuna.
Hay prados en algunos lugares de la reserva. Matorrales de bambú crecen por toda la reserva. La trepadora kapikachu (grano de terciopelo) que se puede encontrar aquí es una planta medicinal usada para tratar la enfermedad de Parkinson. Las hojas de buruta se usan como repelente de insectos y el kino de la India es una goma medicinal. La Terminalia belerica es también una medicina importante que se puede encontrar aquí.

## Fauna

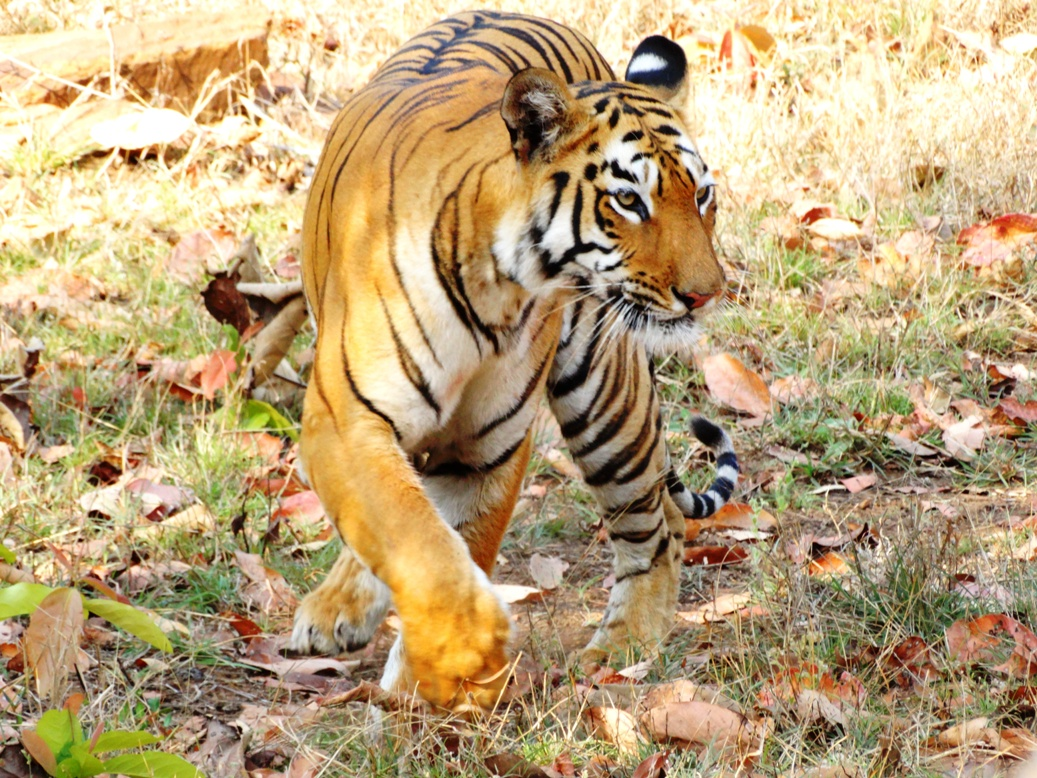
Panthera tigris tigris (Linneo, 1758). Tigre de Bengala, subcontinente indio.

Hay alrededor de 43 tigres (Censo Nacional de Tigres de 2010) en la reserva, uno de los números más elevados de la India. Es la especie clave de la reserva pero hay también otros mamíferos, entre ellos: el leopardo indio, el oso perezoso, el gaur, el nilgó, el cuón, la hiena rayada, la civeta enana, el gato de la jungla, el sambar, el chital, muntíacos, el antílope de cuatro cuernos y el ratel.
El lago Tadoba es el hogar del cocodrilo de las marismas, que en el pasado abundaron por toda Maharashtra.
Entre las especies de reptiles que se encuentran aquí están la pitón de la India, en peligro de extinción, y el varano de Bengala. También viven en Tadoba las tortugas acuáticas, la tortuga estrellada de la India, la cobra india y la víbora de Russel.

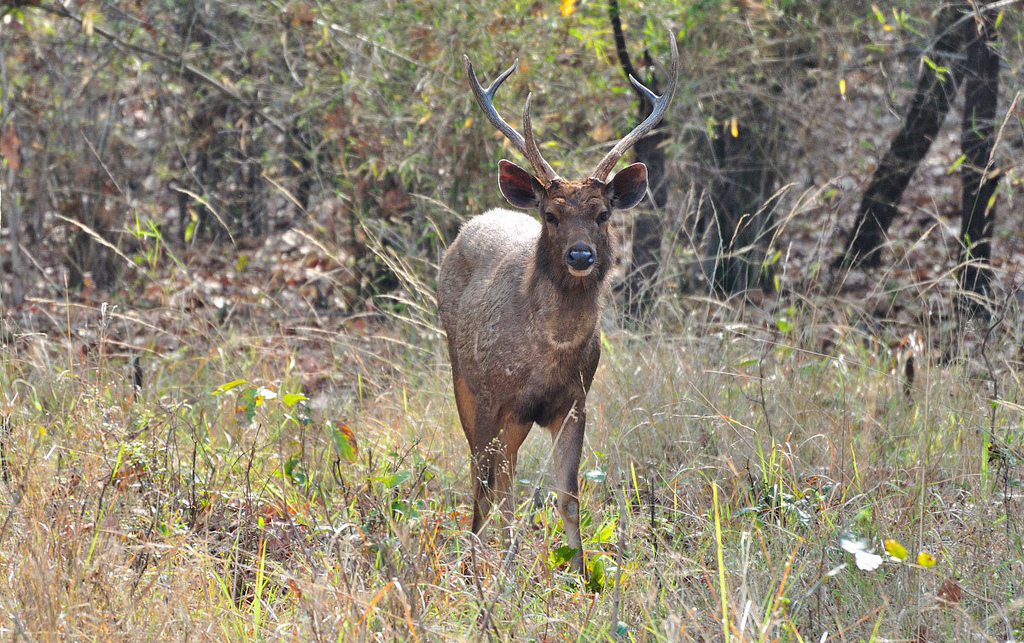
Sambar en el parque nacional de Tadoba.

El lago es un paraíso de la ornitología con una amplia diversidad de aves acuáticas y falconiformes. 195 especies de aves se han documentado, incluyendo tres especies en peligro. El pigarguillo común, el águila culebrera chiíla y el águila-azor variable son algunas de las rapaces. 
Otras especies interesantes incluyen el zorzal citrino, la pita india, el vencejo arborícola coronado, los burínidos, el abejero oriental, las Terpsiphone, la jacana bronceada y el pito bengalí. Hay aquí parúlidos y ejemplares del monarca nuquinegro. A menudo puede oírse la llamada del pavo real.
Hay 74 especies de mariposas documentadas aquí, incluyendo Junonia, la mariposa monarca, las Papilio y las Graphium. 
Entre las especies de insectos se encuentran algunas en peligro como la Hypolimnas misippus y la Hypolimnas bolina. Libélulas, insectos palo, bupréstidos y la mantis religiosa son otros insectos que se pueden encontrar en la reserva.
Durante el monzón y poco después se pueden ver las arañas Argiope anasuja, Nephila pilipes y las llamadas las de seda de oro. Son comunes también algunas especies de arañas cazadoras, como los licósidos, las arañas cangrejo y las arañas lince.

## Información para el visitante
La principal atracción del parque nacional de Tadoba son los safaris por la jungla. Los visitantes tienen a su disposición jeeps con el techo abierto, y autobuses con guías locales entrenados. También es posible encontrar habitación en diversos lugares.

## Cómo llegar
El aeropuerto internacional más cercano es el Dr. Babasaheb Ambedkar en Nagpur (140 km vía Umrer, Bhisi y Chimur).
La estación de ferrocarril más cercana es la de Chandrapur (en la línea principal Delhi-Chennai) a 45 km.
Las principales estaciones de autobús de las cercanías con las de Chandrapur y Chimur (32 km).

## Alojamiento
La Corporación para el desarrollo turístico de Maharashtra proporciona habitaciones independientes con restaurantes anexos en Tadoba.

## Reservas
Se pueden hacer a través de la Corporación para el desarrollo turístico de Maharashtra en Bombay y Nagpur. También de interés es el "Conservador delegado para los bosques y la vida salvaje", en Chandrapur.